# OH!! マイクロマン 〜小さくなって女の子の色んなトコロに入っちゃお!〜
『OH!! マイクロマン 〜小さくなって女の子の色んなトコロに入っちゃお!〜』（オー マイクロマン ちいさくなっておんなのこのいろんなトコロにはいっちゃお）は、MBS TRUTH -DeepBlue-（株式会社テックアーツ）が2014年12月26日に発売した日本のアダルトゲームである。

## 概要
同ブランドで2012年に発売された『OH! ステルス紳士 〜隠密ザーメン公開中出し学園〜』に続く、非現実的な能力を題材にした18禁アドベンチャーゲームの第2弾である。前作の透明人間に続いて本作では縮小化（シュリンカー）が主題となっており、縮小能力を手に入れた主人公が美少女の着替えや入浴を覗いたり服の中、さらには膣内に侵入すると言う現実には有り得ないシチュエーションが展開される。

## ストーリー
ある日の朝、主人公・舞黒満が目覚めると自分の体がまるで小人のように縮小してしまっていることに気が付いた。突然の事態に最初は戸惑っていた満であったが、どうやらくしゃみをするとそのたびに縮小化し、逆に縮小化した状態でくしゃみをすると元の大きさに戻ると言うことがわかる。
どうしてこんな能力が身に付いたのか原因はわからないが、せっかく手に入れた能力を活用しない手はない。そう考えた満はマイクロマンになって美少女に接近し、気付かれないようにローアングルからパンツを覗いたり服の中から性感を刺激したり全身で膣内に侵入して洞窟探検をしたりの奇想天外なやりたい放題の性生活を実践すべく、アイデアを巡らせるのであった。

## 登場人物
声優は主人公以外フルボイス。

### 主人公
舞黒 満（まいくろ みつる）
特に目立ったところのない平凡な少年だったが、ある朝突然「くしゃみをすると体が縮小する能力」を手に入れてマイクロマンとなり、小さな体で美少女に気付かれないようやりたい放題の奇妙な性生活を始める。
マイクロマン状態で体の外に排出されたものは本来の大きさに戻るため、射精した場合は1分の1サイズと同じ量の精液が出る。

### メインキャラクター
高凪 優奈（たかなぎ ゆうな）
声：霧島はるな
8月8日生まれ。身長は164センチ、スリーサイズはB91（Fカップ）・W56・H88。
満の同級生で、クラス内で一番人気の美少女。満の本命だが、優奈の方も満のことが気になり始めているらしい。
間鹿 まどか（まじか まどか）
声：綾音まこ
10月3日生まれ。身長は161センチ、スリーサイズはB88（Fカップ）・W59・H87。
優奈の親友で、勉強は苦手だが運動は得意。授業中に（満がパンツの中に侵入して尿道口をいじるせいで）原因不明の尿意をもよおすことが多くなり、悩んでいる。
安角 麻由莉（あずみ まゆり）
声：藤邑鈴香
1月25日生まれ。身長は166センチ、スリーサイズはB94（Gカップ）・W58・H89。
満の近所に住んでおり、おそらく別の学校に通っている年上の少女。通学路が同じ方向なのでよく見かけるが、満と直接の面識はない。アパレルショップでアルバイトをしている。
吾妻 奏恵（あがつま かなえ）
声：君島りさ
11月19日生まれ。身長は159センチ、スリーサイズはB92（Gカップ）・W59・H90。
舞黒家の隣に住んでいる人妻で、満とは毎朝顔を合わせて挨拶をする仲。最近妊娠したらしいが、夫は長期の単身赴任のため不在。
静原 友美佳（しずはら ゆみか）
声：八尋まみ
10月11日生まれ。身長は145センチ、スリーサイズはB74（Aカップ）・W59・H79。
近所の公園でマイクロマン状態の満と遭遇した少女。読書が趣味でファンタジーの世界に憧れており、満を妖精だと信じている。
舞黒 麻依（まいくろ まい）
声：八ッ橋きなこ
12月2日生まれ。身長は155センチ、スリーサイズはB87（Dカップ）・W56・H86。
満の妹で、別の学校に通っている。兄妹仲は険悪ではないが、兄のだらしない所にはやや不満を抱いているようである。

### サブキャラクター
恋出 恵（こいで けい）
声：ありかわ真奈
10月7日生まれ。身長は167センチ、スリーサイズはB95（Gカップ）・W63・H90。
満のクラス担任。大人の色香を漂わせており、時には自分の方から男子を色仕掛けでからかったりすることもある。
間宮 琴未（まみや ことみ）
声：風花ましろ
7月14日生まれ。身長は176センチ、スリーサイズはB89（Dカップ）・W60・H87。
満と同学年で、バレーボール部に所属している少女。チューチューアイスが好物で、部活動の後によく食べている。
柚野 愛花（ゆずの あいか）
声：南乃こと
3月2日生まれ。身長は156センチ、スリーサイズはB88（Fカップ）・W58・H87。
水泳部員の少女。息継ぎが苦手でつい水を飲んでしまうため、タイムが伸びず悩んでいる。
胡蝶 雅美（こちょう みやび）
声：雪乃みさと
9月24日生まれ。身長は160センチ、スリーサイズはB88（Eカップ）・W58・H85。
テニス部に所属し、全国大会レベルの実力を持つお嬢様。男子からは「高嶺の花」として近寄りがたい印象を持たれている。

## スタッフ
- 原画：赤木リオ
- シナリオ：せ〜や（メイン）、沖水ミル（サブ）、山田びんご（同）、忍田吉良（監修）
- 音楽：re-birth sound